# Helina altica
Helina altica este o specie de muște din genul Helina, familia Muscidae, descrisă de Wang, Xue și Wang în anul 2005. Conform Catalogue of Life specia Helina altica nu are subspecii cunoscute.